# Klippdykning
Klippdykning är en simsport som debuterade vid världsmästerskapen i simsport 2013 i Barcelona. Herrarna hoppar från en 27 meter hög plattform som monteras på en klippa, medan damerna hoppar från en 20 meter hög plattform.  Den första världsmästarinnan blev  Cesilie Carlton från USA med totalt 211.60 poäng. FINA räknar klippdykning som en egen sport, åtskild från simhopp.

### Fotnoter
1. ↑  ”High Diving, Day 1: Pure adrenalin in the port of Barcelona!”. fina.org. 29 juli 2013. Arkiverad från originalet den 4 augusti 2013. https://web.archive.org/web/20130804111129/http://www.fina.org/H2O/index.php?option=com_content&view=article&id=4015%3Ahigh-diving-day-1-pure-adrenalin-in-the-port-of-barcelona&catid=385%3Abcn2013-high-diving&Itemid=1513. Läst 31 juli 2013.
2. ↑  ”Daredevils take 27m plunge at 60mph as extreme diving makes world debut... and it's so dangerous you have to go feet first”. The Mail. 29 juli 2013. http://www.dailymail.co.uk/sport/othersports/article-2380694/High-diving-makes-debut-Barcelona-World-Championships.html. Läst 31 juli 2013.
3. ↑  ”High Diving”. BCN 2013. Arkiverad från originalet den 30 juli 2013. https://archive.is/20130730162706/http://www.bcn2013.com/en/high-diving/detail/member/cesilie-carlton. Läst 31 juli 2013.
4. ↑  Rogers, Iain (30 juli 2013). ”American Carlton takes inaugural high diving gold”. Reuters. Arkiverad från originalet den 31 juli 2013. https://web.archive.org/web/20130731010955/http://www.reuters.com/article/2013/07/30/us-swimming-world-highdiving-idUSBRE96T10Y20130730. Läst 31 juli 2013.